# آنتونیو کالبوتا
آنتونیو کالبوتا (ایتالیایی: Antonio Calebotta؛ ۳۰ ژوئن ۱۹۳۰ – ۲۳ فوریه ۲۰۰۲) بازیکن بسکتبال اهل ایتالیا بود. وی در بازی‌های المپیک تابستانی ۱۹۶۰ شرکت کرده‌است.